# Сикс Шутер Канјон (Аризона)
Сикс Шутер Канјон (енгл. Six Shooter Canyon) насељено је место без административног статуса у америчкој савезној држави Аризона.

## Демографија
По попису из 2010. године број становника је 1.019.
| Група             | 2000.    | 2010.       |
| Белци             | 0 (0,0%) | 702 (68,9%) |
| Афроамериканци    | 0 (0,0%) | 9 (0,9%)    |
| Азијати           | 0 (0,0%) | 2 (0,2%)    |
| Хиспаноамериканци | 0 (0,0%) | 252 (24,7%) |
| Укупно            | 0        | 1.019       |